# Riksväg 30
De Zweedse rijksweg 30 is gelegen in de provincies Jönköpings län en Kronobergs län en is circa 110 kilometer lang. De weg ligt in het meest zuidelijke deel van Zweden.

## Plaatsen langs de weg
- Jönköping
- Hok
- Vrigstad
- Rörvik
- Lammhult
- Moheda
- Växjö

## Knooppunten
- E4/Riksväg 40/Riksväg 47 bij Jönköping
- E4: gezamenlijk tracé over zo'n 15 kilometer
- Länsväg 127: gezamenlijk tracé over zo'n 3 kilometer bij Vrigstad
- Länsväg 126 naar Moheda
- Riksväg 25/Riksväg 27 bij Växjö

Europese wegen:
E4 · E6 · E10 · E12 · E14 · E16 · E18 · E20 · E22 · E45 · E65
Riksvägar:
9 · 11 · 13 · 15 · 17 · 19 · 21 · 23 · 24 · 25 · 26 · 27 · 28 · 29 · 30 · 31 · 32 · 34 · 35 · 37 · 40 · 41 · 42 · 44 · 46 · 47 · 49 · 50 · 51 · 52 · 53 · 55 · 56 · 57 · 61 · 62 · 63 · 66 · 68 · 69 · 70 · 72 · 73 · 75 · 76 · 77 · 83 · 84 · 86 · 87 · 90 · 92 · 94 · 95 · 97 · 98 · 99